# Ranunculus sinovaginatus
Ranunculus sinovaginatus är en ranunkelväxtart som beskrevs av Wen Tsai Wang. Ranunculus sinovaginatus ingår i släktet ranunkler, och familjen ranunkelväxter. Inga underarter finns listade i Catalogue of Life.